# تعقیب باد
تعقیب باد (ترکی استانبولی: Rüzgara Bırak) فیلم در ژانر عاشقانه ترکی محصول سال ۲۰۲۵ به کارگردانی انگین اردن و نویسندگی جیلان ناز بایجان است.  تولید شده توسط Lanistar Media، و بازیگرانی چون هانده ارچل و باریش آردوچ در آن به ایفای نقش پرداخته‌اند.

## بازیگران
- هانده ارچل در نقش آسلی مانسوی
- باریش آردوچ در نقش اگه یازیجی
- باریش آیتاچ در نقش یامان
- گوزده موتلوئر در نقش یاسمین
- دنیز بالکانلی در نقش گامزه
- المپیا آهنک در نقش سیرما
- سرهات نلبانت‌اوغلو در نقش نظمی
- احمد ساراچ اوغلو در نقش عارف منسوی
- طغرل تولک در نقش جنک
- کِوُرک تورکر در نقش کورکماز
- شبنم سونمز در نقش فرزان

## تولید

### توسعه
این فیلم تحت عنوان یک عشق دیگر (ترکی استانبولی: Bir Başka Aşk) و توسط Lanistar Media تولید شده است. در ژوئن ۲۰۲۴، عنوان فیلم به Rüzgara Bırak تغییر یافت.

### انتخاب بازیگران
در سال ۲۰۲۴، باریش آردوچ و هانده ارچل ظاهراً برای اولین همکاری خود انتخاب شدند.

### فیلم‌برداری
پیش‌تولید در ماه مه ۲۰۲۴ آغاز شد. جلسه فیلم‌نامه‌خوانی در ۱۴ ژوئن ۲۰۲۴ برگزار شد. تصویربرداری اصلی فیلم در ژوئن ۲۰۲۴ آغاز شد، و فیلم‌برداری در ژوئیه ۲۰۲۴ به پایان رسید. فیلم‌برداری در شهرهای استانبول و ازمیر انجام شد.

## موسیقی
موسیقی متن فیلم «به دنبال باد» توسط اوغوز کاپلانگی و سرکان چلیکوز ساخته شده است.
| Tracklisting | Tracklisting           | Tracklisting |
| شماره        | نام                    | مدت          |
| ------------ | ---------------------- | ------------ |
| ۱.           | «Reflections»          | ۰۰:۳۹        |
| ۲.           | «Club»                 | ۰۱:۰۰        |
| ۳.           | «Company»              | ۰۰:۳۴        |
| ۴.           | «Çeşme»                | ۰۱:۲۵        |
| ۵.           | «Shots»                | ۰۲:۰۷        |
| ۶.           | «Surf School (Part 1)» | ۰۱:۳۹        |
| ۷.           | «Surf School (Part 2)» | ۰۰:۴۱        |
| ۸.           | «Company Bay»          | ۰۰:۵۴        |
| ۹.           | «Crabby Morning»       | ۰۰:۵۰        |
| ۱۰.          | «Pots and Peril»       | ۰۱:۰۸        |
| ۱۱.          | «The Palette»          | ۰۰:۴۰        |
| ۱۲.          | «Surfing the Calm»     | ۰۰:۲۶        |
| ۱۳.          | «Catch the Gremmie»    | ۰۲:۴۸        |
| ۱۴.          | «Party on the Rocks»   | ۰۴:۲۱        |
| ۱۵.          | «Sneaking in»          | ۰۰:۵۱        |
| ۱۶.          | «Corporate Grounds»    | ۰۱:۱۸        |
| ۱۷.          | «Tangled in the Bed»   | ۰۱:۴۳        |
| ۱۸.          | «Too Shy to Try»       | ۰۲:۵۸        |
| ۱۹.          | «Surfing the Tide»     | ۰۰:۳۹        |
| ۲۰.          | «The Gift»             | ۰۱:۳۰        |
| مجموع مدت:   | مجموع مدت:             | ۴۳:۰۱        |

## انتشار
این فیلم در ۱۴ فوریه ۲۰۲۵ به طور انحصاری در نتفلیکس برای پخش در دسترس قرار گرفت.

## بازخورد
ایگور مونرو از کادرنو پاپ به فیلم ۳/۵ ستاره داد. آبهی سینگال از نشریه «پیشگام» به این فیلم سه ستاره از پنج ستاره داد.

## پیوندهای خارجی
- تعقیب باد در بانک اطلاعات اینترنتی فیلم‌ها (IMDb)
- تعقیب باد در نتفلیکس